# Mouvement pour une alternative non-violente
 (février 2021).
 (février 2021).
Pour les articles homonymes, voir Man.
Le Mouvement pour une alternative non-violente (MAN) est une association loi de 1901 fondée en 1974 par Jean-Marie Muller, qui se donne pour but de promouvoir la non-violence dans la vie quotidienne, l’éducation et les luttes sociales et politiques.
Elle fédère une vingtaine de groupes locaux qui regroupent plus de 300 adhérents.

## Histoire
Dans les années 1970, le MAN a participé activement au combat des paysans du Larzac contre l'extension du camp militaire. Il a aussi dénoncé le programme nucléaire français en participant aux actions contre la construction des centrales nucléaires de Superphénix et Plogoff. Le MAN a aussi dénoncé l'apartheid en Afrique du Sud en organisant le boycott des agrumes de la marque Outspan. Le soutien aux objecteurs de conscience était aussi un axe important de son activité.
Dans les années 1980, le MAN a participé à la lutte contre le racisme, en soutenant les grèves de la faim contre les expulsions de jeunes immigrés, et la Marche pour l'égalité, qui a permis la reconnaissance d'un certain nombre de droits pour les personnes issues de l'immigration, notamment le droit d'association et la carte de résidence de dix ans. À cette même époque, le MAN prend part à la campagne contre le 7e sous-marin nucléaire lanceur d'engins (SNLE) et les euromissiles. Le MAN soutient les mouvements populaires en Pologne, notamment Solidarność (« Solidarité »). 
Dans les années 1990, le MAN a travaillé plus particulièrement sur les faits de violence dans la vie quotidienne : violences à l'école, au travail, dans le quartier. Le MAN s'est aussi engagé auprès des communautés de paix en Colombie et dans des actions d'intervention civile, en particulier pour la facilitation du dialogue au Kosovo entre Serbes et Albanais.
Depuis le début du XXIe siècle, le MAN est membre du groupe Non-Violence XXI, destiné à coordonner le financement des mouvements pour la non-violence et à unir leur image.
Le MAN a lancé une campagne contre la publicité visant les enfants à la télévision « Télé, pas de pub destinée aux enfants de moins de 12 ans ».
Le MAN, par l'intermédiaire d'un de ses porte-paroles, signe en 2010 une tribune sur le site du Monde pour une France sans armes nucléaires. Une campagne est lancée avec pétition pour le désarmement nucléaire unilatéral de la France.

## Objectif
Le MAN a pour objectif de :
1. Donner une voix à la non-violence.
2. Approfondir la réflexion politique en relation avec la non-violence.
3. Agir dans les luttes contre les injustices.
4. Appuyer l'action non-violente par-delà les frontières.